# Thrypticomyia seychellensis
Thrypticomyia seychellensis är en tvåvingeart som beskrevs av Edwards 1912. Thrypticomyia seychellensis ingår i släktet Thrypticomyia och familjen småharkrankar. Inga underarter finns listade i Catalogue of Life.